# Emelie Johansson
Emelie Johansson, född 5 juli 1990, är fotbollsspelare från Sverige (försvarare) som spelat i Kopparbergs/Göteborg säsongerna 2009 och 2010. Första målet i Damallsvenskan gjorde hon 10 maj 2010 då hon gjorde 0-4 på bortaplan mot Tyresö FF i 82:a minuten. Veckan innan hade hon även gjort mål i Svenska Cupen mot IF Böljan.